# 馬拉科夫-艾蒂安·多雷路站
馬拉科夫-艾蒂安·多雷路站（法語：Malakoff - Rue Étienne Dolet）是巴黎地鐵的一個車站，位於馬拉科夫，得名于以法国人文主义者艾蒂安·多雷命名的艾蒂安·多雷路。馬拉科夫-艾蒂安·多雷路站是一個地面車站，開通於1976年11月9日，是巴黎地鐵13號線延長工程的一部分。

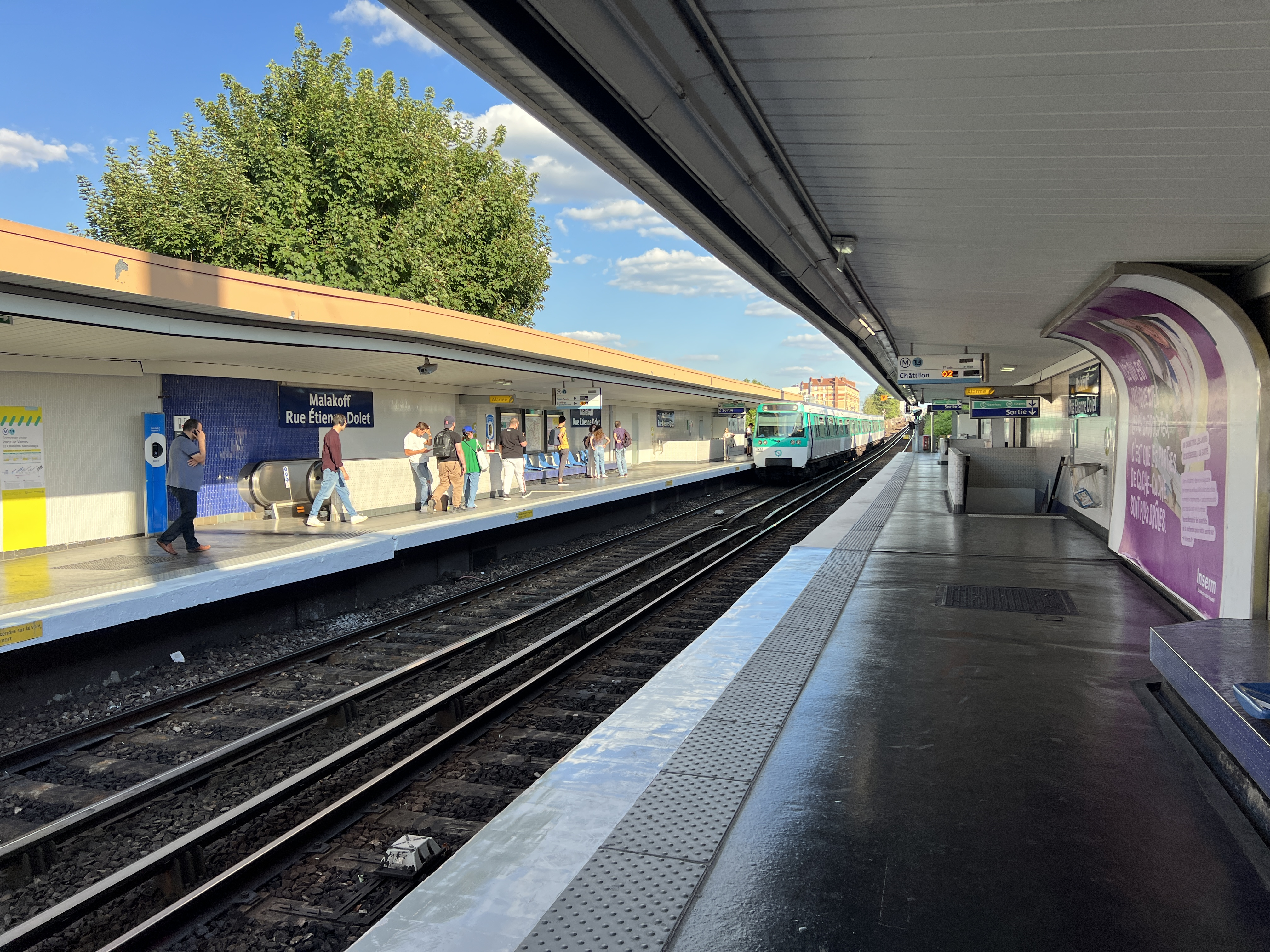
月台（2022年7月）

## 車站結構
| 13號線月台 | 側式月台，右側開門 | 側式月台，右側開門                         |
| 13號線月台 | 北行               | 往莱库尔蒂耶/聖但尼大學（馬拉科夫-旺沃台） |
| 13號線月台 | 南行               | 往沙蒂永-蒙魯日（總站）                    |
| 13號線月台 | 側式月台，右側開門 |                                            |
| 13號線月台 | 1F                 | 夾層                                       |
| 13號線月台 | 街道層             |                                            |